# Mica

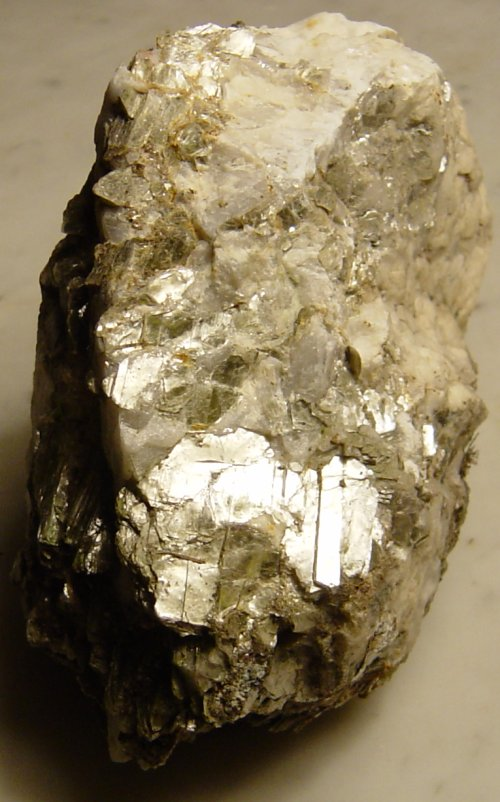
Mica trong đá

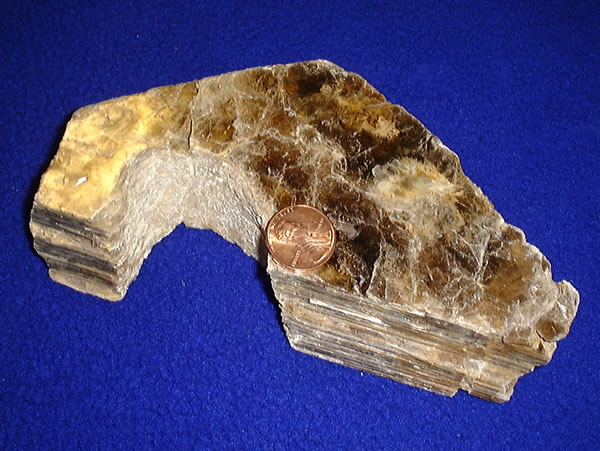
Tấm mica

Mica là tên gọi chung cho các khoáng vật dạng tấm thuộc nhóm silicat lớp bao gồm các loại vật liệu có mối liên kết chặt chẽ, có tính cát khai cơ bản hoàn toàn. Tất cả chúng đều có cấu trúc tinh thể thuộc hệ một phương có xu hướng tinh thể giả hệ sáu phương và có thành phần hóa học tương tự. Tính cát khai cao là tính chất đặc trưng nhất của mica, điều này được giải thích là do sự sắp xếp của các nguyên tử dạng tấm lục giác chồng lên nhau.
Tên gọi "mica" có nguồn gốc từ tiếng Latinh micare, có nghĩa là "lấp lánh", theo cách phản xạ ánh sáng của loại khoáng vật này, đặc biệt khi chúng ở dạng mảnh nhỏ.

## Phân loại mica
Về mặt hóa học, mica có công thức tổng quát là 
X2Y4–6Z8O20(OH,F)4
Trong đó X có thể là K, Na, Ca hoặc ít gặp hơn là Ba, Rb, và Cs;
Y là Al, Mg, Fe hoặc hiếm găp hơn là Mn, Cr, Ti, Li,...;
Z chủ yếu là Si hoặc Al nhưng cũng có thể gặp Fe3+ và Ti.
Về cấu trúc, các loại mica có thể được xếp vào các nhóm Y = 4 và Y = 6). Nếu ion X là K hoặc Na thì đó làm loại mica thường, và nếu ion X là Ca thì đó là loại mica giòn.

### Các loại mica
Mica thường:
- Phlogopit
- Biotit
- Zinnwaldit
- Lepidolit
- Muscovit

Mica giòn:
- Clintonit

### Khoảng trống trong các lớp mica
Các loại mica hạt rất mịn có sự khác nhau đáng kể về thành phần của nước và sắt thường được gọi là mica sét. Chúng bao gồm 
- Hydro-muscovit có H3O+ kết hợp với K tại vị trí X;
- Illit thiếu K tại vị trí X và Sit hay vào vị trí Zđể cân bằng về điện tích;
- Phengit có Mg hoặc Fe2+thay vào vị trí của nhôm tại Y và tăng số nguyên tử Si tại Z.

## Phân bố
Theo báo cáo của Cơ quan thăm dò địa chất Anh năm 2005, Ấn Độ có lượng mica lớn nhất thế giới. Trung Quốc là nước sản xuất mica hàng đầu thế giới chiếm 1/3 sản lượng của thế giới, theo sau là Mỹ, Hàn Quốc, và Canada. Mica dạng tấm lớn được khai thác ở New England từ thế kỷ XIX đến những năm 60 của thế kỷ XX gồm các mỏ lớn phân bố ở Connecticut, New Hampshire, và Maine.
Mica được phân bố rộng rãi và có mặt trong các đá macma, đá biến chất và đá trầm tích. Các tinh thể lớn thường gặp trong các đá macma acid hoặc trong pegmatit và được sử dụng vào nhiều mục đích khác nhau. Cho đến thế kỷ XIX, các tinh thể mica lớn rất hiếm và đắt là do sự cung cấp hạn chế ở châu Âu. Tuy nhiên, giá mica giảm đáng kể khi một số mỏ lớn được tìm thấy và đưa vào khai thác ở châu Phi, và Nam Mỹ trong những năm dầu của thế kỷ XIX. Các tấm mica lớn từng được khai thác trên thế giới có xuất xứ từ Denholm, Quebec, Canada.
Mica vụn được sản xuất trên toàn thế giới là sản phẩm tách ra từ nhiều nguồn khác nhau như các loại đá biến chất đặc biệt là đá phiến sét (schist)) và sản phẩm từ nhiệt dịch. Loại đá này là sản biến chất từ đá trầm tích có thành phần là fenspat và kaolin. Mica tấm thường được thu hồi từ việc khai thác mica vụn. Nguồn cung cấp mica tấm chủ yếu là các tích tụ nhiệt dịch.

## Tính chất và sử dụng
Mica có tính cách điện và ổn định về hóa học nên nó là vật liệu được ứng dụng trong sản xuất tụ điện. Mica còn được sử dụng là vật liệu cách điện trong các thiết bị cao thế.
Do mica có tính cách nhiệt nên nó cũng được dùng làm cửa sổ trong các lò sấy hoặc lò nung bằng dầu thay cho thủy tinh

## Mica thời cổ đại

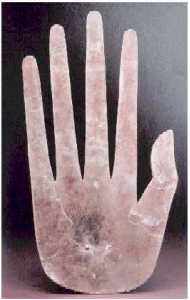
Bàn tay làm bằng mica từ Hopewell tradition

Con người đã sử dụng mica từ thời tiền sử như các nền văn minh Ai Cập, Hy Lạp và La Mã, văn minh Trung Quốc cũng như nền văn minh Aztec của Tân thế giới.
Mica được sử dụng sớm nhất được tìm thấy trong các tranh hang động vào thời đại đồ đá cũ muộn (40.000 TCN đến 10.000 TCN). Màu sắc đầu tiên là đỏ (sắt oxide, hematit, hoặc ochre đỏ) và đen (mangan dioxide, pyrolusit), mặc dù màu đen than bách hoặc thông cũng được phát hiện. Màu trắng từ kaolin hoặc mica đôi khi được sử dụng.
Cách Mexico City vài km về phía đông bắc là thành phố cổ Teotihuacan. Cấu trúc và tính trực quan nổi trội nhất của Teotihuacan là kim tự tháp. Kim tự tháp chứa một lượng mica đáng kể ở dạng lớp dày đến 30 cm. Mica được trong kim tự tháp được xác định là từ các mỏ ở Brazil, cách đó khoảng 3.400 km.
Trong suốt chiều dài lịch sử, bột mica mịn cũng đã được dùng vào nhiều mục đích khác nhau trong đó nổi bật là cho mục đích trang trí. Gulal và Abeer màu được người Hindus phía bắc Ấn Độ sử dụng trong các lễ hội holi chứa các tinh thể mica nhỏ, mịn. Cung điện Padmanabhapuram uy nghi ở Ấn Độ cách Trivandrum 65 km (40 mi) có các cửa sổ làm bằng mica màu.